# Cuiry-Housse
Cuiry-Housse es una comuna francesa situada en el departamento de Aisne, de la región de Alta Francia.

## Demografía
| 176 | 155 | 143 | 117 | 99 | 110 | 108 | 107 | 101 |
| Para los censos de 1962 a 1999 la población legal corresponde a la población sin duplicidades (Fuente: INSEE [Consultar]) |     |     |     |    |     |     |     |     |